# Jiří Svoboda (rozhodčí)

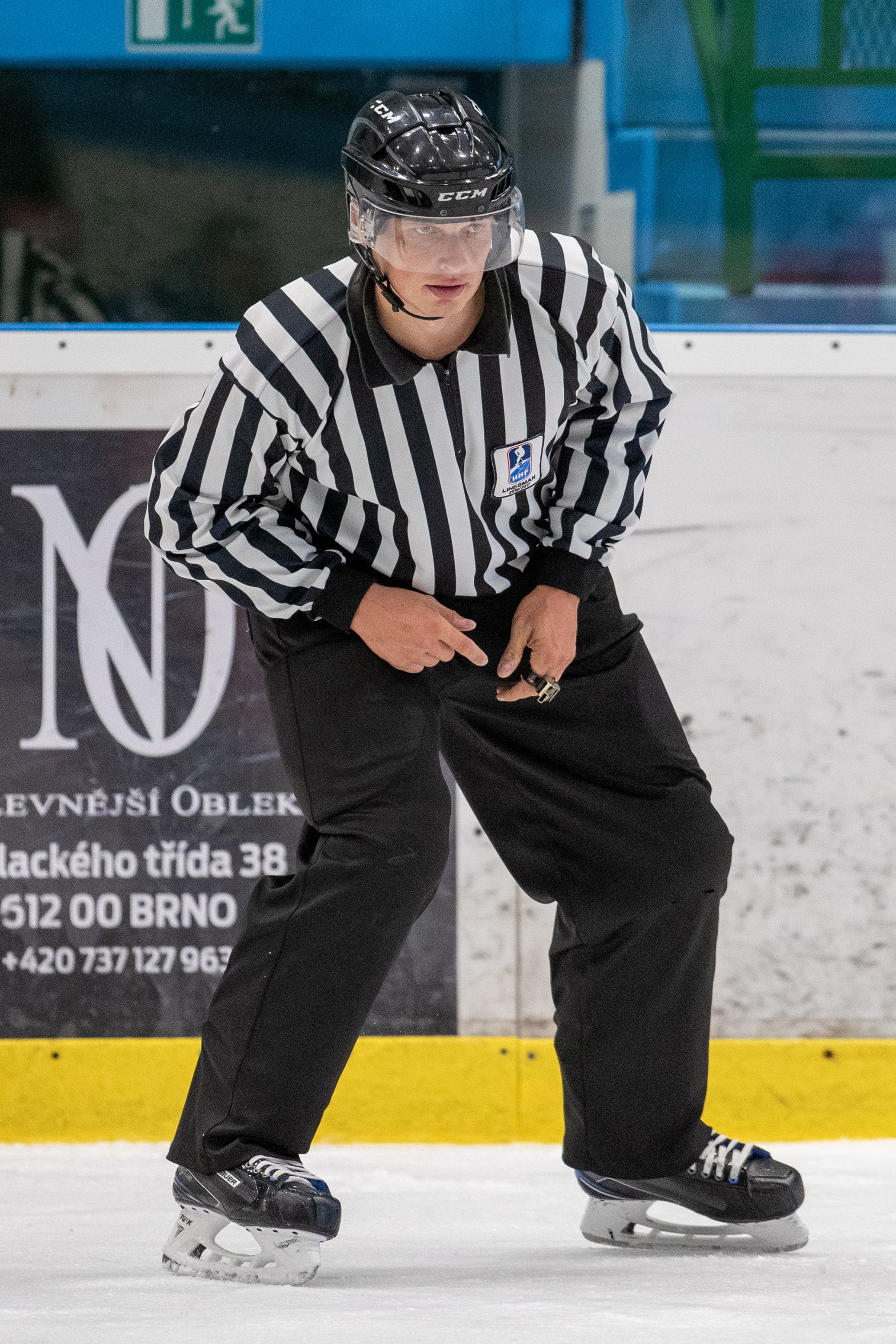
Jiří Svoboda

Jiří Svoboda je extraligový hokejový rozhodčí z Prahy, který začal svojí rozhodcovskou kariéru ve svých 16 letech v roce 1998. Hokeji se věnoval od svých 4 let, kdy byl hráčem pražské HC Konstruktivy dnešní HC Kobra. V roce 1998 absolvoval kurz k získání rozhodcovské  a trenérské licence. V klubu HC Kobra působil jako trenér malých dětí 9 let u ročníku narozených dětí 90/91.  
Jako rozhodčí nejprve řídil zápasy od nejmladších žáků minihokeje a později i zápasy dorostenců. V roce 2003 utvořil čárovou dvojici s Miroslavem Lhotským, se kterým rozhoduje zápasy dodnes.  V roce 2003/04 byl zařazen na listinu rozhodčích 2. ligy. Následující další 3 sezony už rozhodoval zápasy 1. ligy. V roce 2007 byl se svým kolegou zařazen na nominační listinu ELH. Hned v jeho první sezóně měl možnost rozhodovat zápasy v play off.
V roce 2012 si vzal za manželku hokejovou čárovou rozhodčí Zuzanu Svobodovou, dříve Arazimovou, se kterou má dvě dcery.
V dalších sezonách kromě zápasů extraligy měl možnost rozhodovat zápasy seniorských reprezentací v rámci turnajů Euro Hockey Tour. Byl účastníkem na mezinárodních turnajích v Tallinnu (2x), Granadě, Grenoblu a Sarajevu. Byl jedním z rozhodčích, kteří měli možnost rozhodovat zápas pod širým nebem mezi HC Kometou Brno a HC Spartou při hokejové akci „Hokejové hry v Brně“ s rekordní návštěvou diváků 22 500.
10. května 2021 byl vyhlášen v anketě „Hokejista sezony“  jako nejlepší rozhodčí sezony 2020/21.
Pro sezonu 2021/22 získal nejvyšší mezinárodní licenci A.V sezoně 2022/23 překonal 500. zápasovou hranici od řízených utkání v ELH. 
V roce 2024 byl nominován na finálový zápas evropské ligy mistrů (CHL) ve Švýcarsku mezi domácí Geneva Servette a švédskou Skellefteå AIK 